# Русаков, Александр Анатольевич
Александр Анатольевич Русако́в (род. 31 декабря 1980 года в Ейске, Краснодарский край) — заслуженный мастер спорта, действующий чемпион мира по прыжкам на батуте, член сборной России на Летних Олимпийских играх 2008 года, житель города Ейска.
В сборной команде России c 1996 года. На Летних Олимпийских играх 2004 года в Афинах занял 5-е место.
Тренер — Запорожченко, Олег Гавриилович.
Почётный гражданин города Ейска (2010).